# Parafia św. Jana Chrzciciela w Kazimierzu
Parafia Świętego Jana Chrzciciela w Kazimierzu – parafia rzymskokatolicka znajdująca się w archidiecezji łódzkiej w dekanacie konstantynowskim. Mieści się przy placu Kościuszki. Parafię prowadzą księża diecezjalni.